# 2036 Sheragul
2036 Sheragul è un asteroide della fascia principale. Scoperto nel 1973, presenta un'orbita caratterizzata da un semiasse maggiore pari a 2,2443497 UA e da un'eccentricità di 0,1855295, inclinata di 3,97501° rispetto all'eclittica.
L'asteroide è dedicato all'omonimo villaggio siberiano.